# Balmoral (Schuh)
Beim Balmoral (auch Balmoral-Boot oder Balmoral-Stiefel) handelt es sich um ein überknöchelhohes Schuhmodell im sogenannten Ringsbesatzschnitt für Damen wie für Herren.

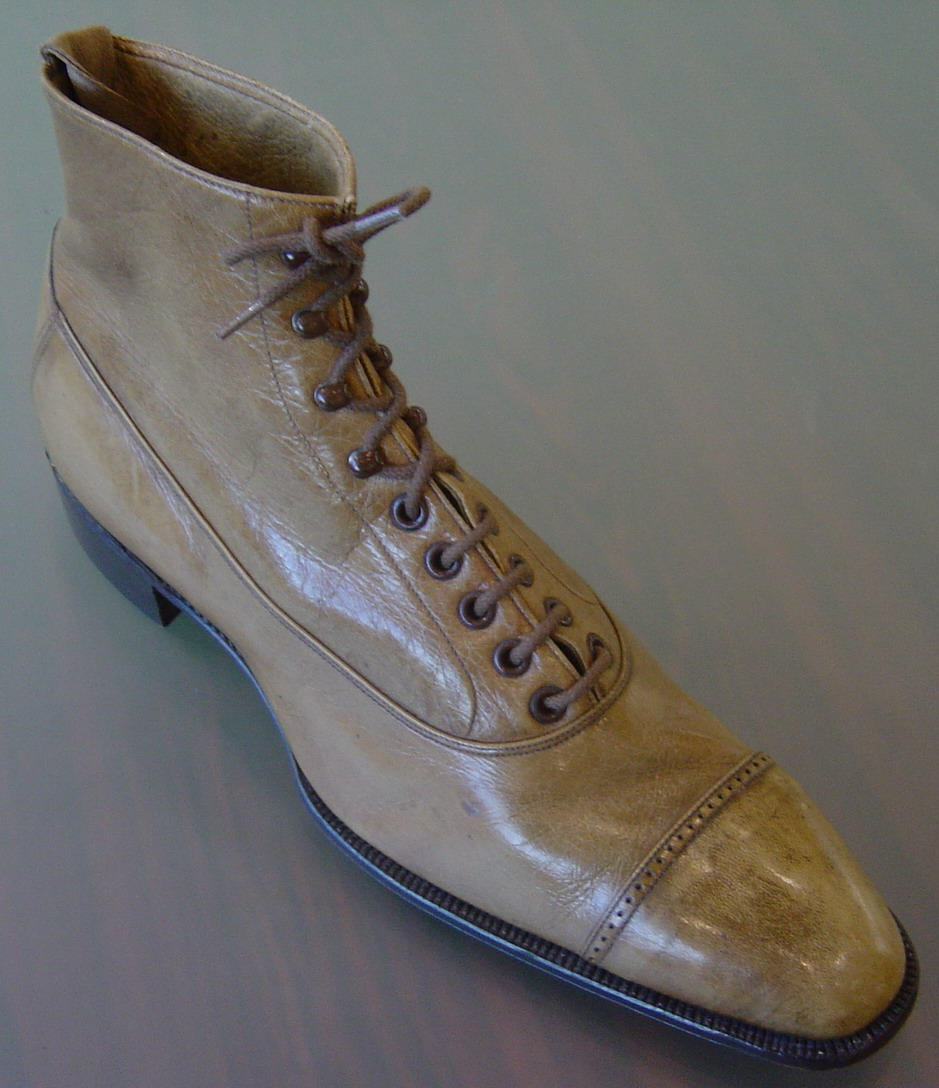
Balmoral mit Querkappe aus Chevreau (feines Ziegenleder), sehr fein gearbeitet (Damenmodell, etwa Mitte des 20. Jahrhunderts, unbekannter Hersteller)

## Geschichte
Der Londoner Schuhmacher J. S. Hall entwickelte in den 1850er Jahren dieses Schuhmodell für den Gemahl von Königin Viktoria, Prinz Albert. Benannt ist dieser Stiefel nach dem schottischen Sommersitz des Königshauses, Balmoral Castle. Zwischen den 1860er Jahren und dem Beginn des 20. Jahrhunderts war dieses Stiefelmodell bei beiden Geschlechtern in Europa und Übersee sehr gefragt.

## Kennzeichen
Hauptmerkmal dieses Stiefels ist der Ringsbesatzschnitt. Darunter versteht man einen Schuhschaft um dessen unteren Schaftrand ringsherum ein einteiliger zwei bis dreieinhalb Zentimeter breiter Oberlederstreifen (das so genannte Ringsteil) verläuft. Die Schnürung ist eine geschlossene, was dem Modell auch aufgrund des damit zugrunde liegenden Blattschnitts die Bezeichnung „Blattschnittbesatzstiefel“ eingetragen hat. 

## Varianten
Der Balmoral hat normalerweise keine weiteren aufgesetzten Schaftteile. In seltenen Fällen sieht man zusätzliche Querkappen (siehe Abbildung), was diesem Schuhmodell aber seine typische Anmutung raubt.
Der oberhalb des Ringsbesatzteils sichtbare Schaft kann aus einem anderen Leder oder, einem anderen Material bestehen oder nur eine andere Farbe haben. In diesem Fall wird die gamaschenähnliche Optik betont, und man spricht von einer „Einsatzstiefelette“.
Damenmodelle haben einen etwas geschwungeneren und höheren Absatz sowie häufig eine verzierte Verschlusslaschenkante.

## Besonderheiten
Balmorals oder gar Einsatzstiefeletten sind recht selten zu sehen. Sie sind eine recht extravagante, aber äußerst elegante Fußbekleidung, die vor allem bei männlichen Trägern nach einem gewissen Charisma verlangt, um nicht unpassend zu wirken.
In den USA werden mit dem Begriff „Balmoral“ elegante Schuhe mit Blattschnitt bezeichnet.